# Bolszebykowo
Bolszebykowo (ros. Большебыково) – wieś w Rosji, w obwodzie biełgorodzkim, w rejonie krasnogwardiejskim. W 2010 liczyła 1015 mieszkańców.